# イワン・ポポフ
イワン・イワノヴィチ・ポポフ（ロシア語: Иван Иванович Попов）は、ロシアの軍人、少将。

## 経歴
ポポフは1975年1月30日、ヴォルゴグラード州ダニロフスキー地区で生まれた。1992年、モスクワ高等諸兵科指揮学校に入学した。

### 軍歴
モスクワ高等諸兵科指揮学校卒業後、北カフカーズ軍管区の部隊に配属された。2015年、参謀本部軍事アカデミーを卒業し、同年12月にアディゲ共和国の第33独立自動車化旅団の旅団長に任命された。
2017年まで、ポポフはヴォルゴグラードの南部軍管区隷下の第20独立親衛自動車化狙撃旅団を指揮した。2018年5月までに、彼はクリミアの第22軍団の参謀長となり、2019年5月時点でその地位を維持している。

### 2022年ロシアによるウクライナ侵攻
2022年5月までに、ポポフはカリーニングラード州の第11軍団参謀長となった。彼は6月までにバラクリヤでロシア軍を指揮し、 9月のウクライナによるハルキウ反撃中に混乱した撤退を指揮した。
ポポフは2023年3月までにザポリージャ州を担当する第58諸兵科連合軍の司令官に昇進した。同時期に少将に昇進。
ポポフは2023年6月8日のウクライナの反撃でザポリージャ州でのウクライナの攻撃の敗北を発表した。同年7月11日、テレグラムチャンネルVChK-OGPUは、ポポフが前線からの部隊のローテーションを要求したために指揮権を解かれたと報じた。翌日、国家院議員アンドレイ・グルリョフはポポフの解任理由を説明するメッセージを公表した。
ポポフは、休むことなく戦う部隊への懸念とロシアの戦場戦略に対する批判を理由に、参謀総長ワレリー・ゲラシモフが彼を解任したと発表した。ポポフの批判に対して、ゲラシモフはポポフが「パニックに陥って偽情報を流した」と非難した。ポポフは、ゲラシモフとセルゲイ・ショイグ国防相が十分な支援を提供しなかったことで、戦場でロシア兵を裏切ったと間接的に非難し、"対砲撃戦の欠如、砲兵レーダーの不在、敵の大砲による同胞の大量の死傷 "について疑問を呈した。ポポフは、兵士たちに「兵士と将校が流した血の名の下に」ウクライナの反撃を倒す戦いを続けるよう激励してメッセージを終えた。ロシア国家院国防委員会のアンドレイ・カルタポロフ委員長はポポフのメッセージに対し、ポポフの批判を真剣に受け止め、対応するとの声明を出した。

### 逮捕
ポポフは2024年5月17日に詐欺容疑で逮捕された。少将の階級を持つポポフに対する訴訟は、第235軍事法廷が担当していると報じられた。ロシア国防省やロシアの法執行機関からは、この逮捕報道についてコメントは出ていない。7月15日、軍事法廷はポポフに自宅での公判前拘留を許可した。
2025年4月15日、ポポフの弁護士は、ポポフがウクライナとの前線に戻ることとなると伝えた。前線復帰後は、主に受刑者で構成されるストームZの部隊を率いる予定である。なお、この件を軍事法廷が正式に認めたかどうかはわかっていない。同月24日、裁判所から詐欺罪で懲役5年の判決を言い渡された。